# Bouillante
Bouillante är en kommun i det franska utomeuropeiska departementet Guadeloupe i Västindien. År 2022 hade kommunen 6 381 invånare.

## Befolkningsutveckling
Antalet invånare i kommunen Bouillante
| Referens: INSEE |